# Pyrophone

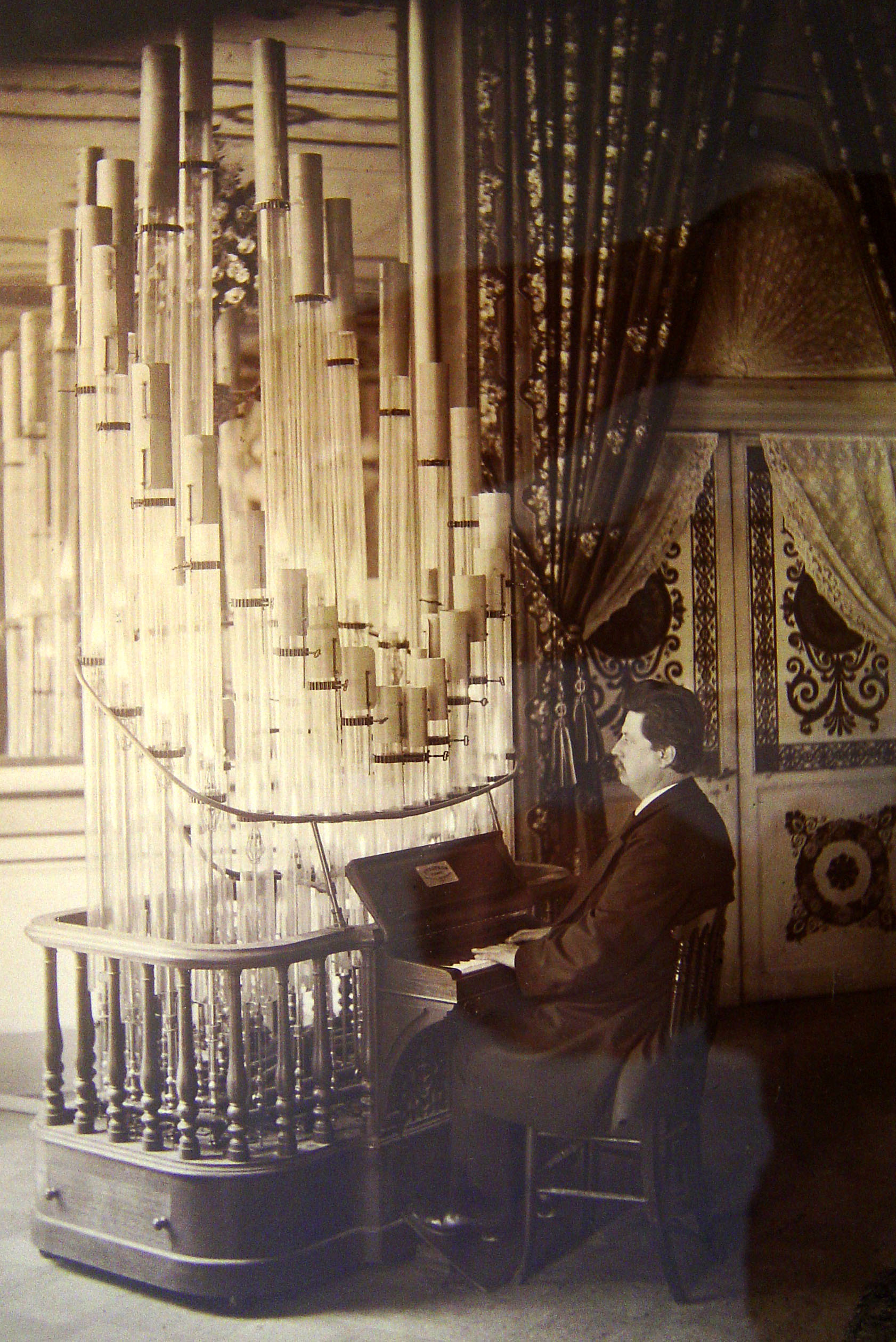
Wendelin Weißheimer joue le pyrophone.

Le pyrophone est un instrument ressemblant à un orgue dont les tuyaux en verre sont mis en vibration par des flammes d’hydrogène.  

## Histoire
Cet instrument fut inventé en 1875 par Georges Frédéric Eugène Kastner. Sa mère présenta l’instrument lors de la International Exhibition of Inventions 1885 à Londres. Entre autres Henri Dunant, fondateur de la Croix-Rouge, essaya, sur demande de la mère de Kastner, Léonie Kastner-Boursault,  de trouver un marché pour cette idée. Il n’eut pas un grand succès: un des premiers pyrophones explosa lors d’un concert et blessa l’organiste.  

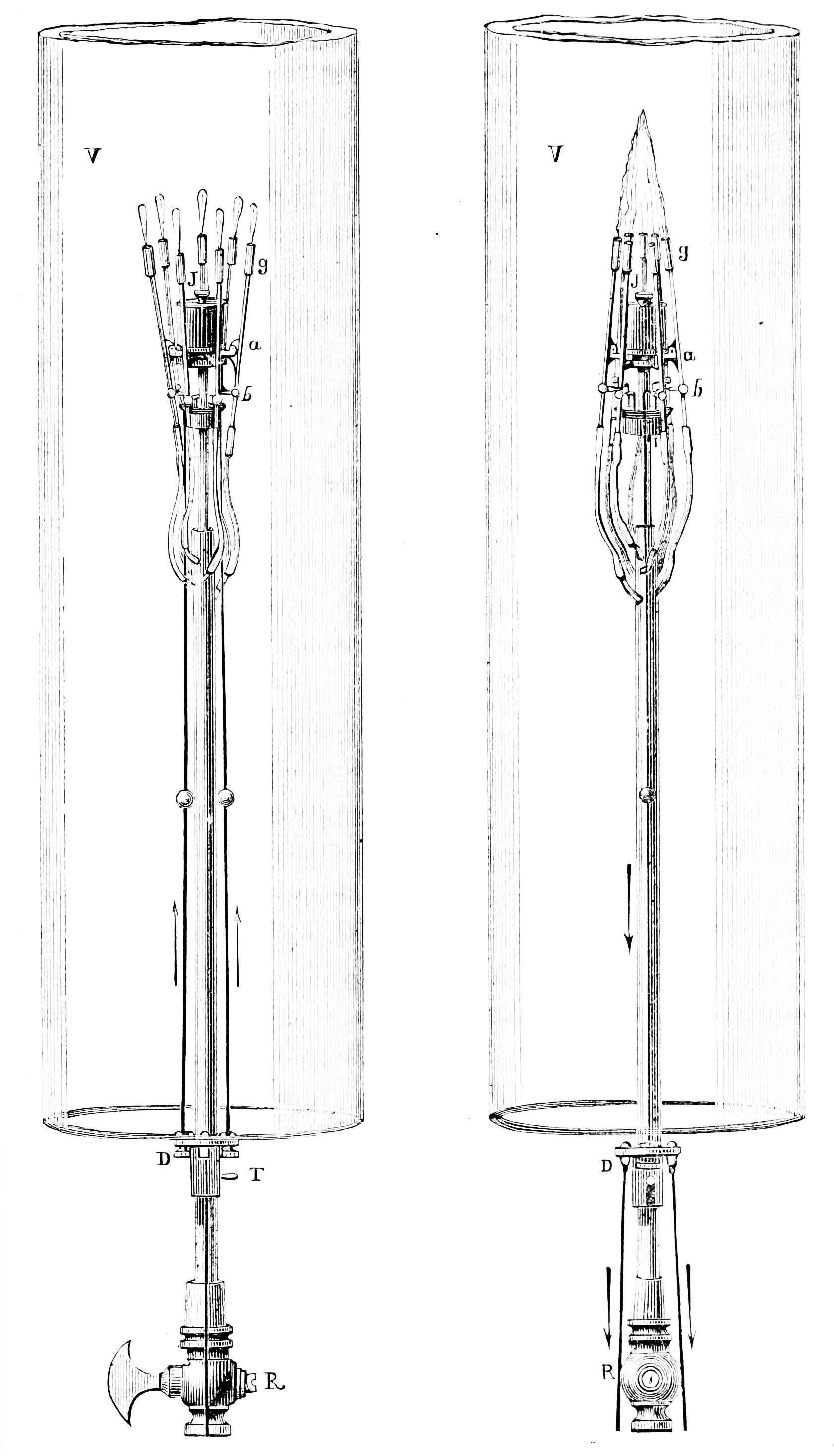
Brûleur de gaz formant le son.

## Fonctionnement
L’instrument se sert d’une dénommée flamme chantante. Les tuyaux sont faits en verre et de différentes longueurs qui sont mis en vibration par une sorte de labium à l’aide d’une flamme de gaz. La clarté musicale et la hauteur du son se produisaient par des brûleurs avec plusieurs petites flammes (6 à 16, parfois plus) dont la force était bien mesurée pour chaque tuyau. L’appui sur une touche causait donc la division de la grande flamme dans les tuyaux dans des flammes plus petites et créait ainsi le son désiré.
Le pyrophone comporte chromatiquement trois octaves, selon des tuyaux de 16, 8 et 4 pieds. Le timbre ressemble à la voix humaine. Au XIXe siècle Wendelin Weißheimer, entre autres, composait des œuvres pour le pyrophone. Même aujourd’hui il y a des artistes qui construisent des pyrophones travaillant avec le propane et avec des MIDI.